# Grote rietrat
De grote rietrat (Thryonomys swinderianus)  is een zoogdier uit de familie van de rietratten (Thryonomyidae). De wetenschappelijke naam van de soort werd voor het eerst geldig gepubliceerd door Temminck in 1827.
De soort komt voor in Afrika ten zuiden van de Sahara. In anglofoon West-Afrika, zoals in Ghana, wordt het dier grascutter genoemd; in francofoon West-Afrika, zoals in Togo, wordt het agouti genoemd, niet te verwarren met de gerelateerde en gelijkgenaamde knaagdiersoort uit latijnsamerika.

## Delicatesse

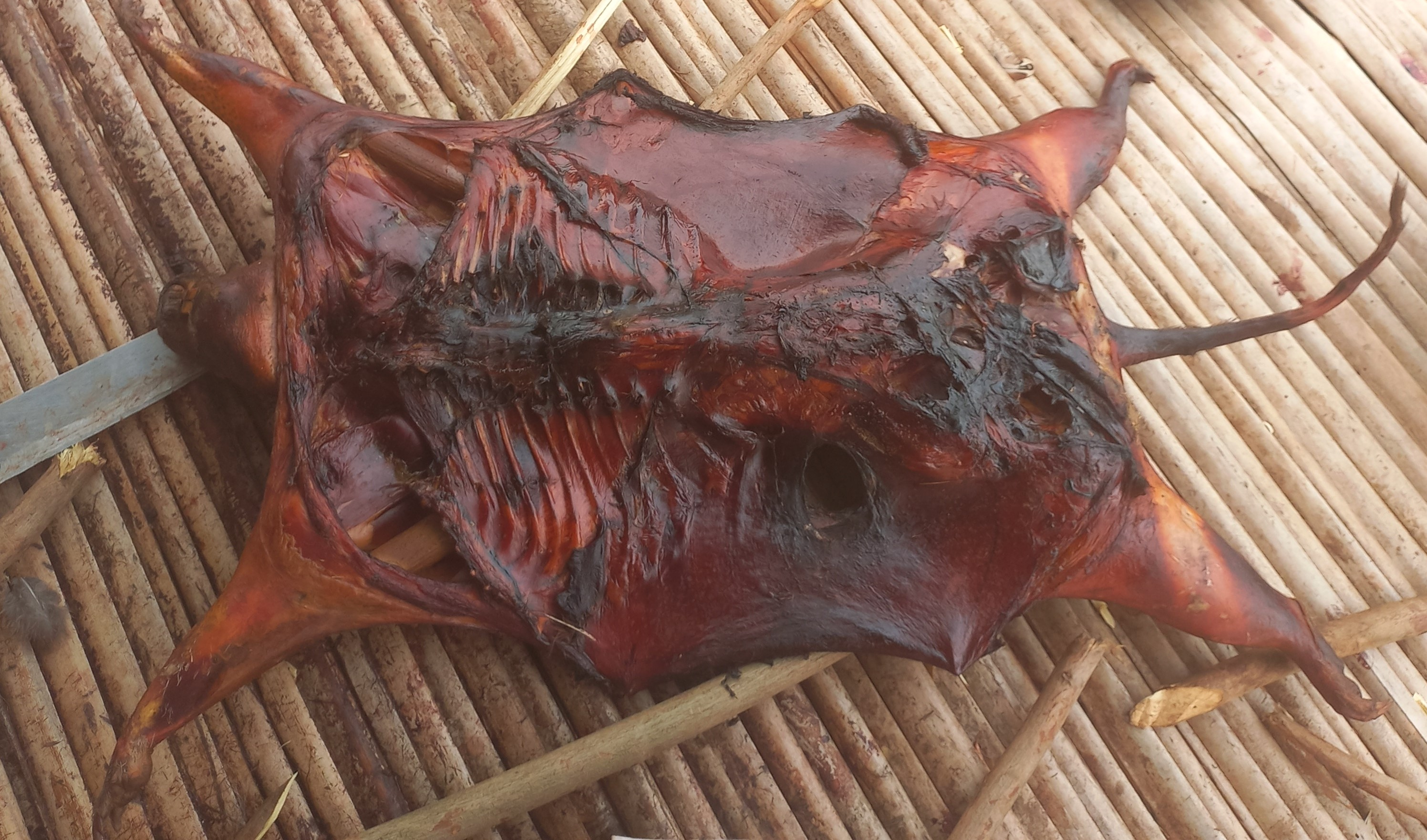
Gerookte agouti aan de weg ten noorden van Lomé, Togo

In West-Afrika wordt de agouti beschouwd als een delicatesse dat gejaagd wordt om het vlees. Het vlees wordt er gerookt en langs de weg te koop aangeboden. In Nigeria en Togo zijn ook agoutikwekerijen om aan de vraag tegemoet te komen.